# Calea pinnatifida
Calea pinnatifida là một loài thực vật có hoa trong họ Cúc. Loài này được (R.Br.) Banks ex Steud. mô tả khoa học đầu tiên năm 1821.